# Vol 8501 d'Indonesia AirAsia
L'Indonesia AirAsia 8501, en anglès: Indonesia AirAsia Flight 8501 (QZ8501/AWQ8501) fou un vol de l'aeronau tipus Airbus A320-216 de la companyia aèria Indonesia AirAsia que es va perdre en la ruta des de Surabaya, Indonèsia cap a Singapur el dia 28 de desembre de 2014 amb 155 passatgers i 7 tripulants a bord. Indonesia AirAsia està afiliada a la companyia de baix cost indonèsia AirAsia.
L'enlairament va tenir lloc a l'Aeroport Internacional de Juanda a les 5.35 h (hora de l'oest d'Indonèsia, WIB, UTC+7) i estava programat per aterrar a l'aeroport Singapore Changi a les 08:30 (hora estàndard de Singapur, UTC+8). L'avió estava sota control de trànsit indonesi quan se li va dir que es desviés de la seva ruta prevista a causa del mal temps meteorològic. Es va demanar al pilot que enlairés l'avió fins a 38.000 peus per evitar els núvols gruixuts. L'avió va perdre el contacte amb el control de trànsit indonesi a les 06:17 WIB, d'acord amb AirAsia l'hora del contacte perdut seria les 07:24 WIB. quan l'avió estava sobre aproximadament de l'illa Belitung entre Kalimantan (Borneo) i Java,. una anàlisi meteorològica va mostrar que l'avió estava travessant un grup de tempestes minuts abans de la seva desaparició.
El 30 de desembre de 2014, els serveis indonesis de recerca i rescat van informar que parts del fuselatge de l'avió s'havien localitzat en el llit marí del Mar de Java, 97–100 milles nàutiques (180–185 km) al sud-oest de Pangkalan Bun.
De resultes de la investigació es va descobrir que la causa inicial de l'accident el va causar el mal funcionament del timó.